# Luigi Morleo
Luigi Morleo, född 1970, i Mesagne i provinsen Brindisi, är en italiensk tonsättare. 